# 竹下裁定
竹下裁定（たけしたさいてい）は、1989年（平成元年）6月2日に行われた日本の自由民主党の党首である総裁の選挙において、現総裁（内閣総理大臣）の竹下登が、外務大臣の宇野宗佑を次期総裁に指名したことである。

## 概要
リクルート事件などによる支持率低下により、1989年4月25日、竹下登は首相辞職を表明。同日、「金庫番」と呼ばれた竹下の秘書の青木伊平が金丸信を訪ね「もはや竹下を支えることはできなくなりました」と胸中を吐露した。翌4月26日、青木は渋谷区の自宅で首吊り自殺を遂げた。イギリスの経済紙『フィナンシャル・タイムズ』は青木の死について「召使いが主人のために命を捧げるという伝統は日本人全員の心に刻みつけられている」と報じた。
安倍晋太郎、宮澤喜一、渡辺美智雄らニューリーダーもリクルート事件に関与しており、自民党が定めた「1年間、もしくは次の総選挙まで党の役職を辞退する」という内規の対象となっていた。また安倍は胆石のため、4月18日に入院。5月には膵臓がんにより膵臓から十二指腸、胃の一部まで取る手術を行い、長期入院を余儀なくされ、行司役からも退いた（退院は同年7月25日）。
党は「候補者不在の後継者選び」という事態に直面するが、竹下には早くから「意中の人」がいた。自由民主党総務会長の伊東正義であった。伊東の清廉潔白、公平無私の人柄と清貧を貫いた私生活はつとに知られており、リクルート問題で荒れ果てた政治の復興を果たすにはうってつけの政治家と言えた。
しかし、当の伊東は首相を引き受ける気がさらさらなかった。竹下退陣の報を受けた伊東の第一声は「抜本的な政治改革をやるには若い人がいい。派閥にとらわれずにやることだ」であった。青木伊平の通夜が営まれた4月26日夜、竹下は小渕恵三に伊東の感触を探らせた。すると翌時の朝刊に「後継伊東氏有力」の見出しとともに「幹事長塩川正十郎、総務会長砂田重民、政調会長橋本龍太郎」との三役人事までが報じられてしまう。これによって伊東は態度をますます硬化させ、「竹下さんから何の話も来ていないし、来ても受けるつもりはない」と述べた。
5月10日、伊東は国会内の自民党記者クラブで「本の表紙だけを替えても駄目だ。中身を替えて意識革命しなければならない」と、後々まで語り継がれる言葉を発した。それでも竹下は諦めず、5月11日、ホテルオークラで伊東に直談判した。説得は3時間に及ぶが伊東の翻意はなかった。伊東はこの頃糖尿病が深刻化しており、首相を固辞した最大の理由は健康問題だとも言われている。
福田赳夫・坂田道太といった長老の名前もあがるがいずれも固辞され（福田については安倍政権への思惑から安倍晋太郎が、ハプニング解散の遺恨から伊東正義がそれぞれ強硬に反対した、坂田は衆議院議長経験者で「議長経験者が首相になるのは国会の権威を損なう」と自ら辞退した）、河本敏夫は自身が事実上のオーナーであった三光汽船の倒産から懸念され、後藤田正晴は「私は総大将には向かない」として総裁就任を辞退した。党内力学で行き詰ったわけではないから、裏にいた金丸信が表に回る形で総理総裁になるというアイディアも出たが、金丸の品格を問題視する他派からの反発で消えた。
5月22日、中曽根派幹部で元官房長官の藤波孝生と前公明党衆議院議員の池田克也が受託収賄罪で起訴される。同日、中曽根康弘は任命責任を取る形で自民党に党籍離脱と最高顧問の辞任届を提出した（自民党復党は1991年）。将来の首相候補として嘱望されていた藤波は、この起訴により首相レースから大きく外れることとなった。
竹下は熟慮の結果、外務大臣の宇野宗佑と大蔵大臣の村山達雄の2人を後継候補に絞り込んだ。村山が消費税導入の担当大臣であったことが懸念される一方で、宇野は総裁任期を満了した中曽根の派閥ナンバー2であり、サミットが近いことから外相というポスト上も好都合であった。竹下はサミット出発の2日前の5月24日、伊東と会談。宇野後継を明かし、伊東も了承した。5月26日に竹下は宇野に後継総裁を打診し、翌5月27日に宇野を後継総裁に指名することを発表した。亀井静香・平沼赳夫ら自由革新連盟の若手議員が山下元利を候補として総裁選実施を求めたが、6月2日に党大会に代わる両院議員総会で異例の起立採決で宇野宗佑を新総裁に選出することが決定した。

## 1989年6月自由民主党総裁選挙

### 選挙活動

#### 候補者
| 宇野宗佑                                                                             |
|                                                                                      |
| 衆議院議員 （8期・滋賀県全県区） 外務大臣（1987-1989） 党国会対策委員長（1974-1976） |
| 政策科学研究所 （中曽根康弘派）                                                      |
| 滋賀県                                                                               |

### 選挙結果
無投票（起立採決）。